# Fałkowice (województwo małopolskie)
Fałkowice – wieś w Polsce, położona w województwie małopolskim, w powiecie wielickim, w gminie Gdów.
W latach 1975–1998 miejscowość administracyjnie należała do województwa krakowskiego.
Przez Fałkowice płynie rzeka Raba.

## Integralne części wsi
| SIMC    | Nazwa     | Rodzaj    |
| ------- | --------- | --------- |
| 0317837 | Cieniawa  | część wsi |
| 0317843 | Pastwiska | część wsi |
| 0317850 | Podlesie  | część wsi |
| 0317866 | Zadworze  | część wsi |
| 0317872 | Zaulice   | część wsi |

## Zabytki
Obiekty wpisane do rejestru zabytków nieruchomych województwa małopolskiego.
- Dwór, park, spichlerz dworski;
- dawne stawy dworskie.

## Osoby związane z miejscowością
- Wiktor Jarosz-Kamionka – generał brygady Wojska Polskiego.